# Franz Xaver Witt
Pour les articles homonymes, voir Witt.
Franz Xaver Witt, né le 9 février 1834 à Walderbach (royaume de Bavière) et mort le 2 décembre 1888 à Landshut, est un prêtre et musicologue allemand, expert de la musique sacrée.

## Biographie
Witt est le fils aîné d'un enseignant, Johann Baptist Witt. Après ses études secondaires, il étudie à Ratisbonne la philosophie et la théologie. En 1856, il est ordonné prêtre et trois ans plus tard il enseigne le chant grégorien, l'homilétique et la catéchétique au grand séminaire de Ratisbonne.
La parution en 1865 de son ouvrage Der Zustand der katholischen Kirchenmusik le démarque de la plupart des musiciens de son époque dans le domaine de la musique sacrée. Grâce à la publication de la revue Fliegende Blätter für Kirchenmusik (à partir du 1er janvier 1866), de la revue Musica sacra (de) (à partir du 1er janvier 1868) et à son discours d'ouverture au congrès catholique (Katholikentag) d'Innsbruck, il devient le porte-parole principal du mouvement de réforme de musique liturgique qui se crée principalement à Ratisbonne et dans les environs.
Ce mouvement s'organise en association fondée par Witt le 1er septembre 1868 à Bamberg et intitulée Allgemeiner Cäcilien-Verband für Deutschland (association générale cécilienne pour l'Allemagne) dans le sillage du mouvement cécilien ; il en est le  premier président. 
Une rue de Walderbach, ainsi qu'une Volksschule et l'hôtel de ville ont été baptisés de son nom.

## Quelques publications
- Der Zustand der katholischen Kirchenmusik zunächst in Altbayern, Ratisbonne, 1865
- Ausgewählte Aufsätze zur Kirchenmusik, éd. par K. G. Fellerer, Cologne, 1934

## Source de la traduction
- (de) Cet article est partiellement ou en totalité issu de l’article de Wikipédia en allemand intitulé « Franz Xaver Witt » (voir la liste des auteurs).